# Tomcats
Tomcats (Brasil: Gatos Numa Roubada / Portugal: Aposta de Solteiros) é um filme de comédia no estilo American Pie de 2001, escrito e dirigido por Gregory Poirier, tendo como atores principais, Jerry O'Connell, Shannon Elizabeth, e Jake Busey.
É o primeiro filme lançado pela Revolution Studios.

## Sinopse
Um grupo de rapazes, resolvem fazer uma aposta, de quem conseguirá se casar por último. Em cada ano, todos dão uma quantia, e eles guardam este dinheiro, para dar ao garoto que se casar por último. Todos os rapazes vão casando, até que o bonitão Michael Delaney (Jerry O'Connell) e Kyle Blemmer (Jake Busey), os dois maiores pegadores do grupo, ficam solteiros. Porém, Michael (Jerry O'Connell) se envolve em uma dívida, e está sem dinheiro. A única forma de pagar a dívida, seria casar-se por último, e ganhar todo o dinheiro que seus amigos já casados, juntaram. Agora, ele precisa fazer com que Kyle (Jake Busey) se case, e para isso ele apresenta a bela Natalie Parker (Shannon Elizabeth) a ele, para que os dois se casem, e ele fique com a grana. Mas o problema surge, quando Michael (Jerry O'Connell) e Natalie (Shannon Elizabeth), se apaixonam um pelo outro.

## Elenco
- Jerry O'Connell como Michael Delaney
- Shannon Elizabeth como oficial Natalie Parker
- Jake Busey como Kyle Brenner
- Horatio Sanz como Steve
- Jaime Pressly como Tricia
- Bernie Casey como oficial Hurley
- David Ogden Stiers como Dr. Crawford
- Candice Michelle como stripper
- Heather Stephens como Jill, a bibliotecária
- Julia Schultz como Shelby
- Rachel Sterling como Cherry
- Marisa Petroro (creditada como Marisa Parker) como Maria
- David St. James como sacerdote

Joseph D. Reitman, marido de Shannon Elizabeth na época, tem uma participação especial como um homem tentando pegar a personagem de Elizabeth no final do filme. Bill Maher tem um papel não creditado como Carlos, o dono do cassino a quem Michael deve dinheiro. Tomcats também marcou a última aparição de Bernie Casey em um filme lançado nos cinemas. Esta também foi a primeira aparição da atriz Dakota Fanning em um filme.

## Recepção
O filme tem uma taxa de aprovação de 14% no Rotten Tomatoes de 76 críticos. A afirmação resumida é: "Por que se preocupar? Você já sabe se vai ver ou não." Peter Travers, da Rolling Stone, disse "Tomcats é misturado com uma misoginia tão desenfreada que as risadas ficam presas na sua garganta". The New York Times disse: "O filme é entusiasticamente vulgar, mas não particularmente engraçado, talvez porque muitas vezes perde a distinção entre o humor grosseiro e o meramente grosseiro."